# Hofer Schnitz
Hofer Schnitz ist ein deutsches Eintopfgericht, das hauptsächlich aus Gemüsesorten besteht.

## Herkunft und Name
Schnitz findet traditionell Verwendung in der ost-oberfränkischen Küche. Vor allem im Hofer Land, aber auch in Bayreuth und im Fichtelgebirge und im Frankenwald zählt die Schnitz zu den traditionellen regionalen Spezialitäten.
Schnitz bezeichnet einen Eintopf mit vielen Gemüsesorten. Um sie mundgerecht zu servieren, müssen diese geschnitten werden. Gelegentlich ist auch die Verkleinerungsform Schnitzla zu hören.

## Zutaten und Zubereitung
Die Schnitz besteht vor allem aus Gemüsesorten, Kartoffeln und manchmal Fleisch. Die Zutaten der Schnitz sind von der Saison abhängig. Die Gemüsesorten sind unter anderem Karotten, Sellerie, Kohlrabi und Lauch in Wasser, Gemüse- oder Fleischbrühe. Als Fleischeinlage werden Huhn, Suppenfleisch vom Rind oder „Schöpsen“, also Hammelfleisch, verwendet.